# Bună-credință
Buna-credință (în latină bona fide) este un concept juridic, care a fost fundamentat de juristul roman Marcus Tullius Cicero și este definit în diverse moduri în doctrinele moderne de drept.
Cea mai largă definire are în vedere o convingere intimă a unei persoane că ceea ce face este bine, conform legii.
Noțiunea de „bună-credință" nu este definită în legislație iar în literatura juridică, ea este privită ca un grup de elemente, și anume intenția dreaptă, diligența, liceitatea și abținerea de la cauzarea de prejudicii altora, elemente care reprezintă o consecință a transferării unui grup de fapte psihologice ce alcătuiesc onestitatea (loialitatea, prudența, ordinea și temperanța) în sfera dreptului.
Prin urmare, elementele bunei-credințe reprezintă valorile juridice corespunzătoare valorilor morale ale onestității.
În vechiul Cod civil românesc, buna-credință era definită ca fiind "credința posesorului că, cel de la care a dobândit imobilul avea toate însușirile cerute de lege spre a-i putea transmite proprietatea".
Noul Cod civil prevede că:
(1) Orice persoană fizică sau persoană juridică trebuie să își exercite drepturile și să își execute obligațiile civile cu bună-credință, în acord cu ordinea publică și bunele moravuri.
(2) Buna-credință se prezumă până la proba contrară.
Având în vedere că buna-credință se prezumă totdeauna, rezultă că sarcina probei relei-credințe îi revine celui ce afirmă existența ei.
Pentru a cunoaște dacă o persoană a acționat cu bună-credință, trebuie avute în vedere toate acțiunile care se referă la diligența la data încheierii actului juridic, respectiv informarea asupra situației juridice a imobilului.

## În wiki
Wiki-urile publice depind implicit sau explicit presupunând că utilizatorii lor acționează cu bună-credință. Principiul Wikipedia presupune o bună credință (adesea abreviată AGF) a fost o orientare declarată din 2005. A fost descris ca fiind "primul principiu din eticheta Wikipedia". Conform unui studiu al motivelor utilizatorilor de a contribui la Wikipedia, "în timp ce participanții au atât motive individuale, cât și de colaborare, domină motivele de colaborare (altruiste)".